# Água Branca (kommun i Brasilien, Paraíba)
Água Branca är en kommun i Brasilien.   Den ligger i delstaten Paraíba, i den östra delen av landet, 1 400 km nordost om huvudstaden Brasília. Antalet invånare är 9 449.
Omgivningarna runt Água Branca är huvudsakligen savann. Runt Água Branca är det ganska glesbefolkat, med 38 invånare per kvadratkilometer.